# Smolník
Smolník és un poble i municipi d'Eslovàquia. Es troba a la regió de Košice, a l'est del país.

## Història
La primera referència escrita de la vila data del 1243.

## Demografia
| Godina             | 1994 | 2004   | 2014    | 2024    |
| ------------------ | ---- | ------ | ------- | ------- |
| Nombre de persones | 1264 | 1278   | 1064    | 944     |
| Diferència         |      | +1,10% | −16,74% | −11,27% |

| Godina             | 2023 | 2024   |
| ------------------ | ---- | ------ |
| Nombre de persones | 954  | 944    |
| Diferència         |      | −1,04% |